# 2-metil-2-propil-1,3-propanodiol
El 2-metil-2-propil-1,3-propanodiol o 2-metil-2-propilpropano-1,3-diol es un diol de fórmula molecular C7H16O2. Es isómero de posición del 1,7-heptanodiol y del prenderol, y, al igual que en este último, su cadena carbonada no es lineal.

## Propiedades físicas y químicas
El 2-metil-2-propil-1,3-propanodiol es un sólido blanco inodoro.
Tiene su punto de fusión a 57 °C y su punto de ebullición a 230 °C.
Posee una densidad ligeramente inferior a la del agua, 0,974 g/cm³.
El logaritmo de su coeficiente de reparto, logP ≃ 0,90, conlleva una solubilidad mayor en disolventes apolares —como el 1-octanol— que en agua.
En cuanto a su reactividad, este compuesto es inestable frente a agentes oxidantes fuertes, ácidos fuertes, cloruros de acilo, anhídridos de ácidos y agentes reductores fuertes.

## Síntesis y usos
El  se prepara por condensación de formaldehído con 2-metilvaleraldehído en presencia de hidróxido de potasio.
Otra manera de sintetizar este diol es por reducción del 2-metil-2-propilmalonato de dietilo con hidruro de litio y aluminio en tetrahidrofurano.
Por otra parte, a partir de este diol se elaboran el carbamato y dicarbamato de 2-metil-2-propil-1,3-propanodiol —conocido este último como meprobamato—, compuestos que cuentan con propiedades anticonvulsivas.
En sentido inverso, la descomposición térmica de meprobamato en ácido clorhídrico al 20% permite obtener 2-metil-2-propil-1,3-propanodiol, además de cloruro de amonio y dióxido de carbono.
Este diol también se usa para preparar 1,3-diclorocarbamato de 2-metil-2-propil-1,3-propanodiol, haciéndole reaccionar con fosgeno en una disolución acuosa de cloruro sódico, cloruro potásico, cloruro amónico o ácido clorhídrico diluído, a una temperatura de 0-20 °C.
Recientemente se ha investigado un nitroéster derivado del 2-metil-2-propil-1,3-propanodiol que tiene la capacidad de mejorar las funciones y la estructura de los músculos.
El 2-metil-2-propil-1,3-propanodiol es igualmente precursor del carbonato de dimetilo 2-metil-2-propil-1,3-propanodiol, intermediario clave en la síntesis del fármaco carisoprodol. En este caso, el 2-metil-2-propil-1,3-propanodiol reacciona con cloroformiato de triclorometilo en un disolvente orgánico bajo la acción de una amina como catalizador; la temperatura se mantiene entre -5 °C y 50 °C.
En otras aplicaciones este diol interviene en la síntesis de perfumes sintéticos tales como 5-metil-2-(1-metilbutil)-5-propil-1,3-dioxato y 2,5-dimetil-5-propil-2-(2,4-dimetilfenil)-1,3-dioxano.

## Precauciones
Este compuesto puede ocasionar irritación grave en los ojos y es tóxico si se ingiere. Es un producto combustible, estando su punto de inflamabilidad por encima de 110 °C.